# Крупнокаліберний кулемет Владимирова танковий
Крупнокаліберний кулемет Володимирова танковий (скор. КПВТ, індекс ГРАУ — 56-П-562Т) — модифікований варіант однойменного піхотного кулемету для озброєння бронетехніки. Може застосовуватися як для стрільби по наземних або надводних цілях, так і для ураження низьколітаючих засобів повітряного нападу (літаків і гелікоптерів) супротивника . Є досить потужним засобом вогневої підтримки піхоти і танків у будь-яких умовах бойової обстановки , призначений для боротьби з легкоброньованими цілями (бронеавтомобілями, бронетранспортерами, бойовими машинами піхоти, протитанковою артилерією)   також стрільби по скупченням піхоти.
В умовах відсутності у противника укріпленої лінії оборони або окремих опорних пунктів із залізобетонними фортифікаційними спорудами, а також важкої бронетехніки, може самостійно вирішувати широкий спектр вогневих завдань (у зв'язку з чим кулемет є на озброєнні не тільки армій та сухопутних компонентів флотів, а й внутрішніх військ), прикордонних військ, підрозділів особливого призначення та швидкого реагування міліції та поліції, та інших передбачених та не передбачених законом озброєних формувань).
Для підвищення бойової ефективності одиниці бронетехніки, як самостійної вогневої одиниці, КПВТ встановлюється в башті, що обертається, разом з кулеметом ПКТ, який застосовується для ураження неброньованої техніки і живої сили противника поза укриттями. Автоматика кулемету реалізує принцип використання енергії віддачі за короткого ходу ствола .
КПВТ забезпечує ефективне ураження групових і повітряних цілей з відривом до 2000 метрів,  але досвідчені оператори можуть вести досить ефективний вогонь з цілям і більш віддаленій відстані, залежно від рівня їх індивідуального майстерності, ступеня зносу ствола і якості боєприпасів.

## Розробка
Вперше розроблений відразу після війни для важких танків, використовувався на бронетехніці як співвісний і зенітний кулемет не пізніше вересня 1945 (на об'єкті 260). У 1963 році в тульському ЦКІБ була створена єдина баштова установка для БТР-60ПБ та БРДМ-2.

## Устрій
Крупнокаліберний кулемет КПВТ складається з наступних основних частин та механізмів: 
- ствол
- ствольна коробка
- затвор
- зворотно-бойова пружина
- кришка ствольної коробки
- приймач
- спусковий механізм
- потилич
- електроспуск
- механізм пневмоперезаряджання

У комплект кулемету входять: 
- патронні коробки зі стрічками
- приціли
- приладдя для чищення, розбирання та складання
- трубка холодної пристрілки
- пристосування для стрільби холостими патронами
- пристосування для спорядження стрічки патронами

## Башта, що обертається

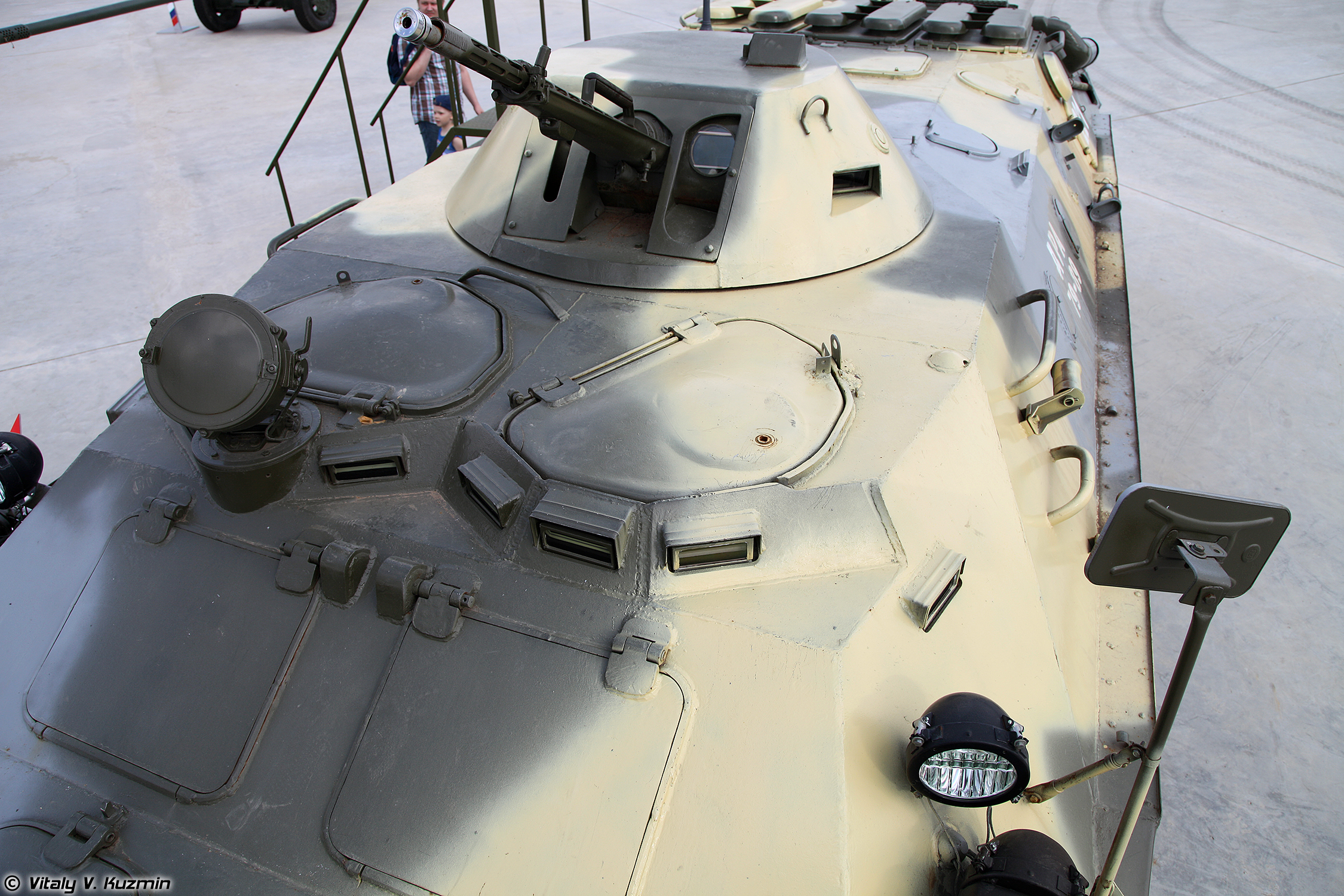
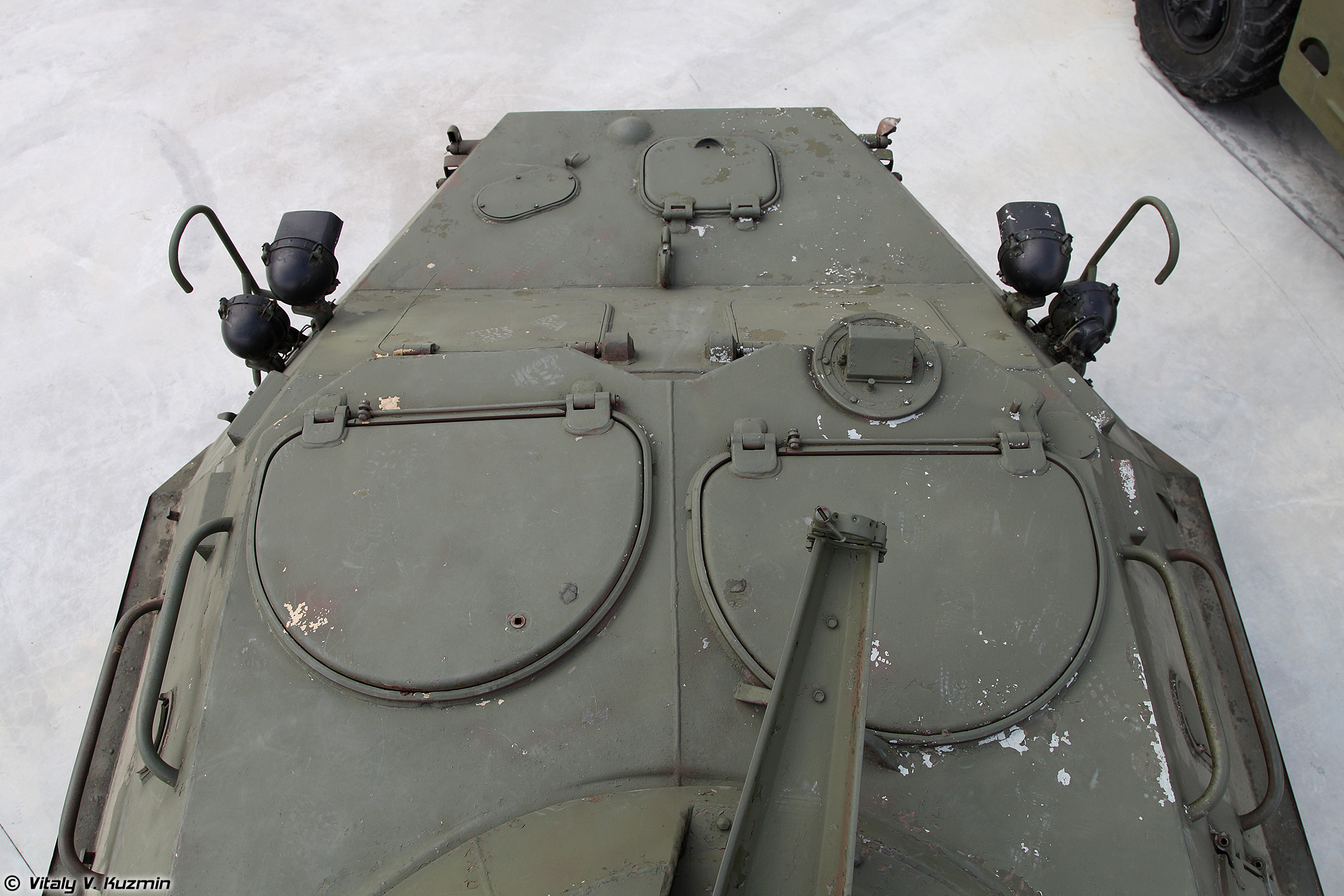
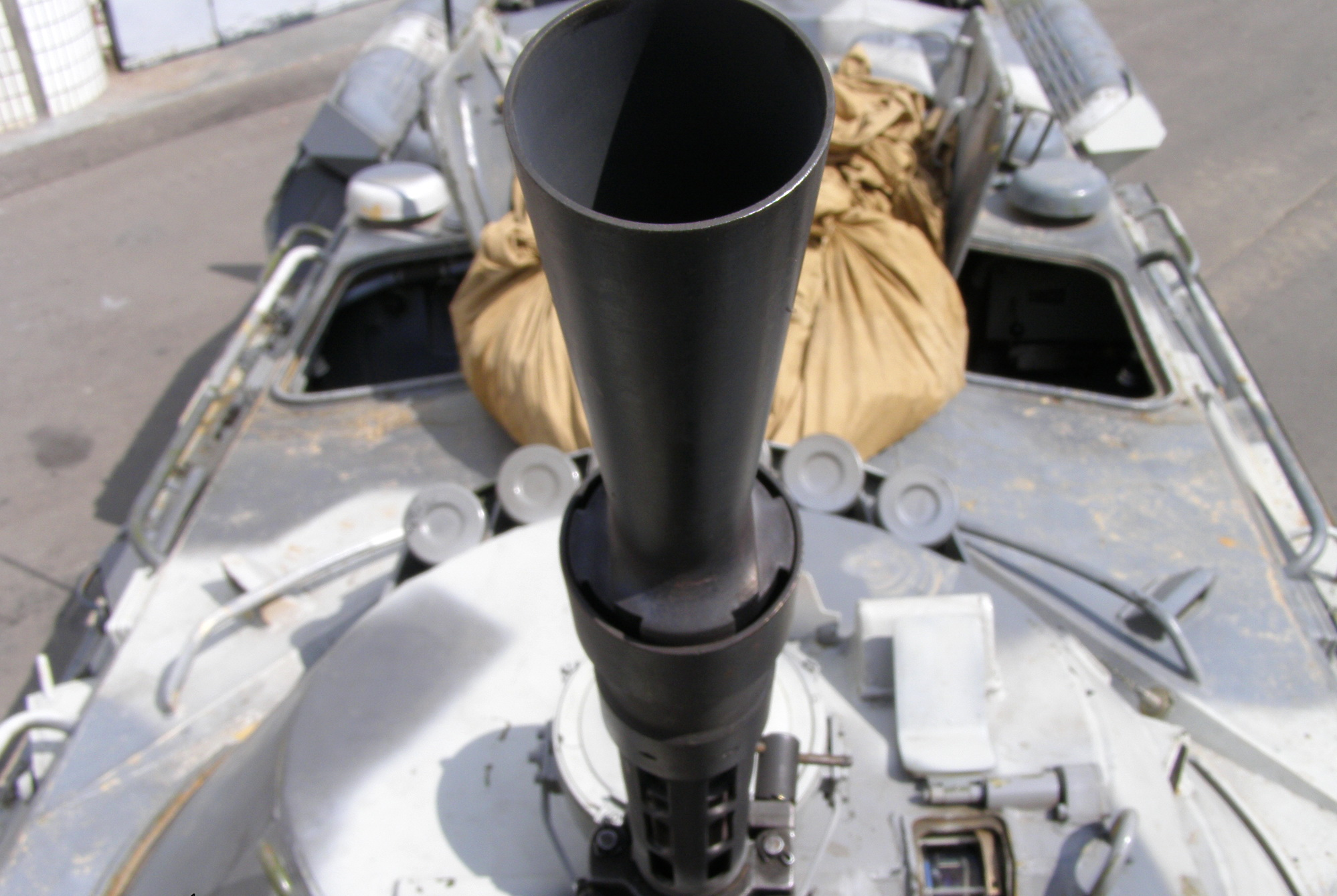
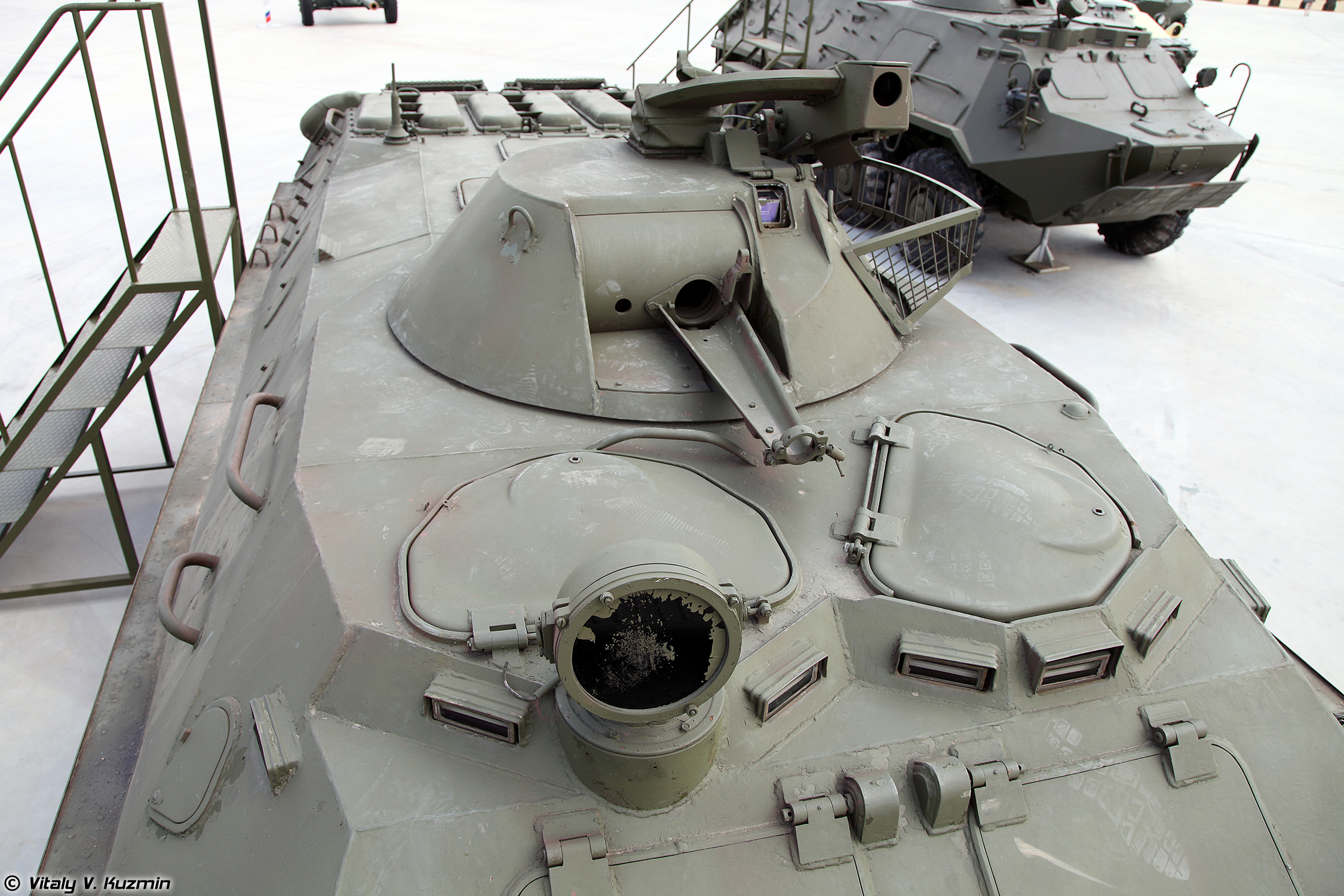

## Місце оператора

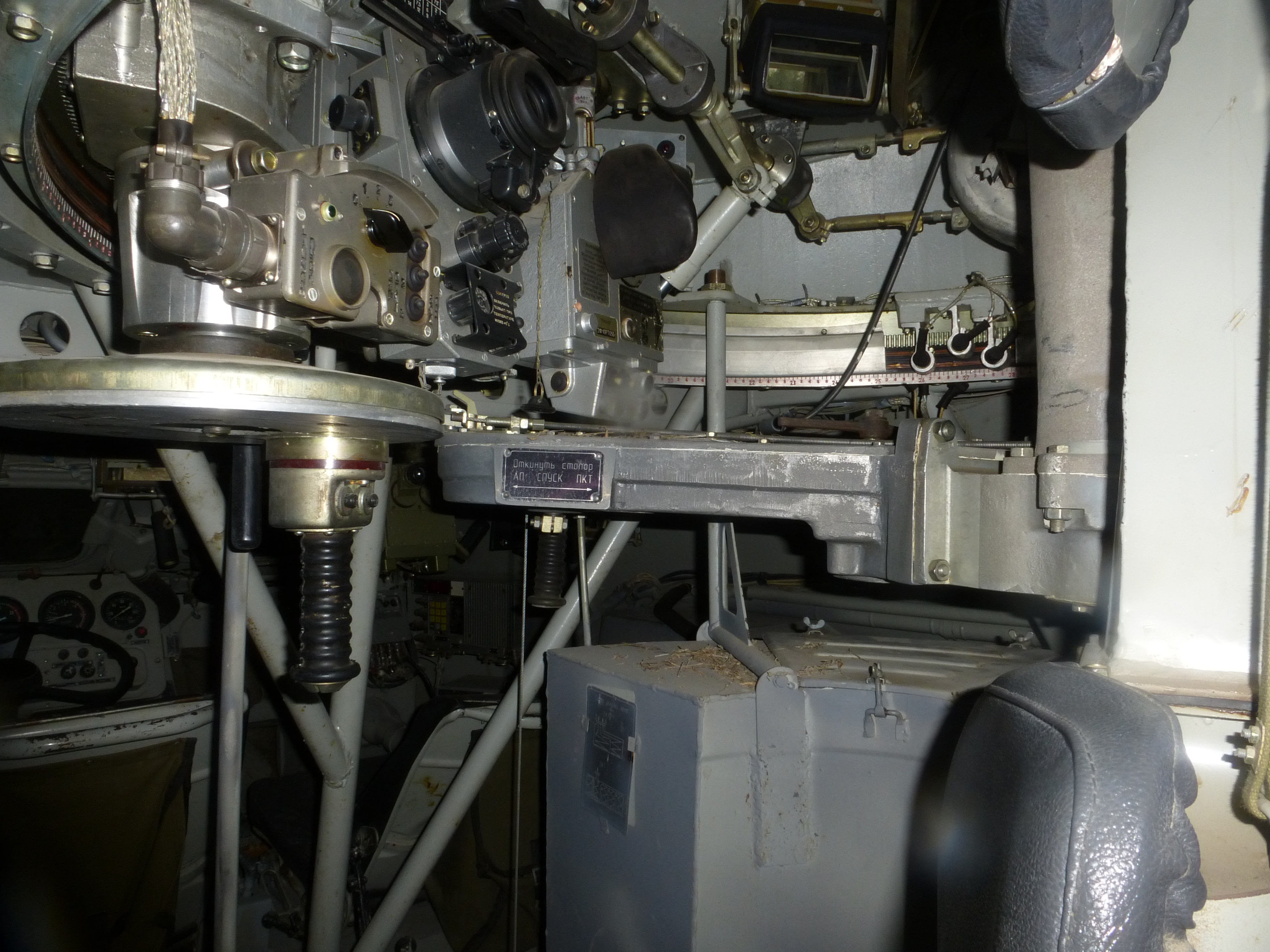
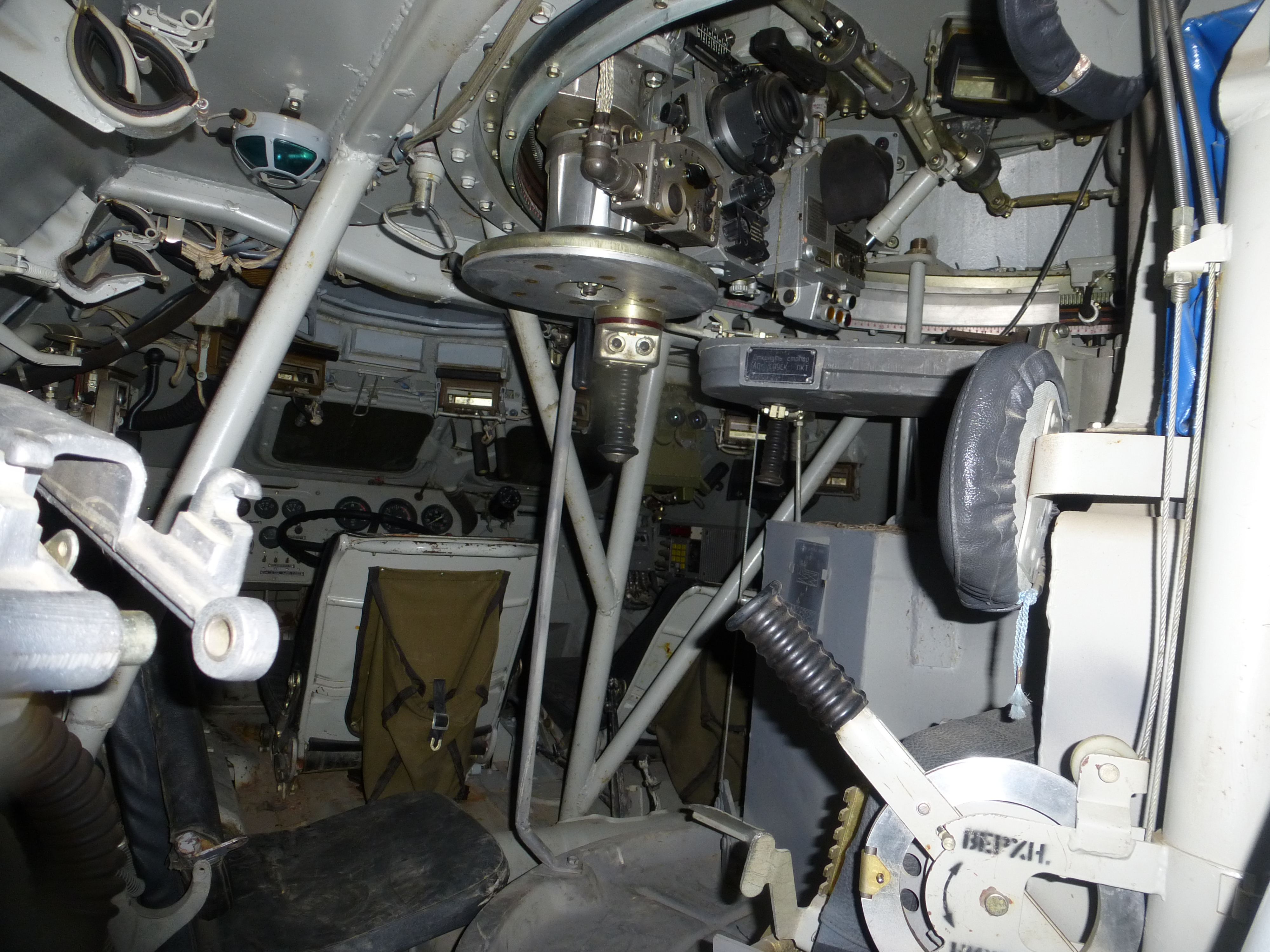
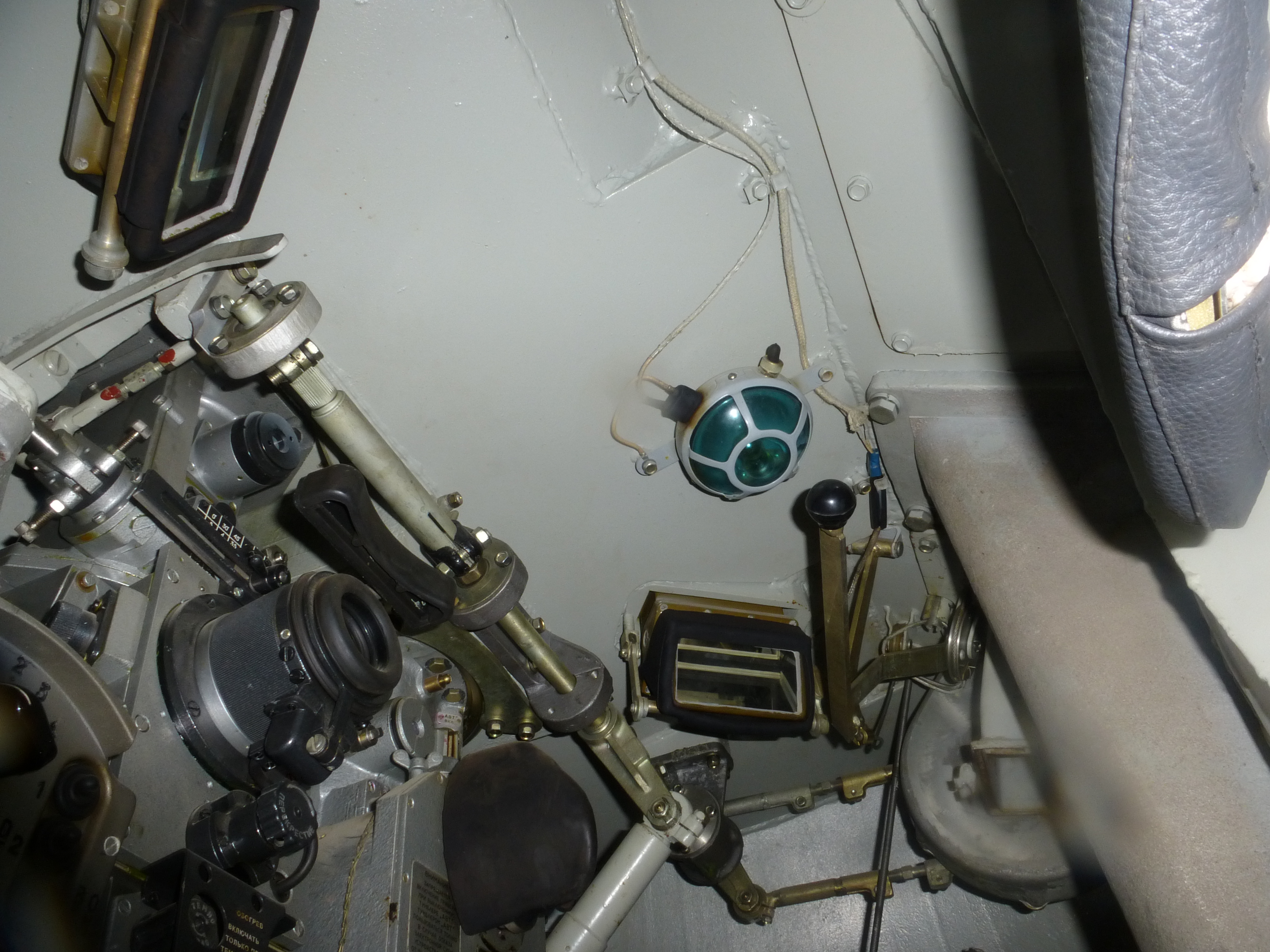

## Тактико-технічні характеристики
Основні відомості
- Спосіб наведення — за допомогою поворотного та підйомного механізмів з фіксацією гальмами [9]
- Прицільні пристосування — перископічний приціл ПП-61А для спостереження за місцевістю та наведення кулеметів на ціль, [10] оптичний приціл ПУ для стрільби по наземних цілях [11] і зенітний приціл коліматорний ВК-4 і ВК-4М з підсвічуванням сектора огляду в темний час доби [12]
- Тип боєприпасів, що застосовується, — патрони з бронебійно-запальними кулями (Б-32 і БС-41), бронебійно-запально-трасуючими (БЗТ і БСТ) і запальними (ЗП та МДЗ) кулями [13]
- Спосіб стрілянини — короткими (2-5 пострілів) і довгими чергами (до 20 пострілів), і безперервною чергою (до 150 пострілів) [13]

по наземних і надводних цілях — вогонь у крапку, з розсіванням по фронту та з розсіюванням у глибину 
за повітряними цілями — супровідним способом, трасами, загороджувальним способом 
по пікіруючим, кабрірующим і завислим повітряним цілям — супровідний вогонь безперервною чергою 
за повітряними цілями, що маневрують на звукових та надзвукових швидкостях — загороджувальний вогонь довгими чергами 
- Технічна скорострільність — 550—600 пострілів за хвилину [13]
- Бойова скорострільність — 70-80 пострілів за хвилину [13]
- Тип боєживлення — стрічкове з патронної коробки [13]
- Охолодження ствола — повітряне [13]
- Перегрів ствола — після 150 пострілів [13]
- Робоча напруга системи електроспуску — 26 В [16]
- Допустимі коливання напруги в системі електроспуску — 22-30 В [16]

Масо-габаритні характеристики
- Вага кулемету — 52,2 кг [8]
- Вага патронної коробки зі спорядженою 50 патронами стрічкою — 12,3 кг [8]

Стрілецькі характеристики
- Ефективна дальність стрільби

за бронеоб'єктами та живою силою за легкими укриттями — до 1000 м 
по накопиченню живої сили та транспорту — до 2000 м 
по повітряним цілям — до 2000 м 
- Прицільна дальність стрільби

з оптичним прицілом — до 2000 м 
- Досяжність за висотою — до 1500 м [3]
- Кут піднесення — -5 ° … + 85 ° [17]
- Кут розвороту — 360 ° [18]

Зовнішня балістика
- Вплив поздовжнього вітру на зміну дальності польоту кулі — вимагає внесення поправок [19]
- Вплив температури повітря на балістичні якості кулі вимагає поправок на дальностях понад 1000 м [19]

## Модифікації
КПВТ-1
У конструкцію внесено ряд доробок, зокрема, додано можливість перемикання напрямку подачі стрічки з правого на ліве, що проводиться перестановкою деталей механізму, що подає, і полегшує монтаж кулемету на різні зразки бронетехніки.
Піхотні варіанти
Оскільки піхотний варіант великокаліберного кулемета Володимирова на колісному верстаті було знято з озброєння та замінено іншими зразками стрілецького озброєння, а КПВТ залишався і продовжує залишатися на озброєнні армій та сухопутних компонентів флотів багатьох держав на пострадянському просторі, а також зарубіжних держав, куди в масовій де вироблялася бронетехніка радянського зразка, за допомогою зворотного інженерно-технічного переобладнання силами військовослужбовців КПВТ переробляється у піхотний варіант на верстаті або на тринозі для посилення системи вогню підрозділів тактичної ланки в обороні.

## Носії
Нижче наведено список зразків бронетехніки (включаючи дослідні зразки та проекти), що дозволяє установку КПВТ:
Автомобіль підвищеної прохідності та бронеавтомобілі
- Варта
- РФ ГАЗ-3937
- РФ КамАЗ-43269

Бойові розвідувальні машини
- БРДМ-2
- БРДМ-2ДІ
- БРДМ-2ЛД
- БРДМ-2Т

Бронемашини
- БМР-1
- Об'єкт 6МА
- РХМ-4
- РФ РХМ-6

Бронетранспортер
- БТР-7
- БТР-60
- БТР-60М
- БТР-70
- БТР-70ДІ
- БТР-70М
- БТР-70Т
- БТР-80
- БТР-80УП
- РФ БТР-82
- ГТ-Л
- К-78
- B-33
- MGC-14,5
- OT-90
- TAB-77
- TABC-79

Самохідні артилерійські установки
- Об'єкт 268
- Об'єкт 610
- СУ-122-54

Танки
- ІС-7
- Об'єкт 139
- Об'єкт 140
- Об'єкт 141
- Об'єкт 277
- Об'єкт 278
- Об'єкт 279
- Об'єкт 430
- Об'єкт 435
- Об'єкт 770
- Об'єкт 907
- Сонгун-915
- СТ-1
- Т-10
- WZ-111

Бронекатери та артилерійські катери
- Бронекатери проекту 191М
- Артилерійські катери проекту 1204 першої серії

Під установку кулемету можуть бути переобладнані фабрично-заводським або кустарним способом башти інших одиниць бронетехніки.
|  |  |  |  |

## Оператори
Наступні держави експлуатували КПВТ у різний час:
- Збройні сили Азербайджану (Армія, ВВ МВС, ДПСА)
- Збройні сили Алжиру
- Народні збройні сили визволення Анголи
- Збройні сили Демократичної Республіки Афганістан →  Збройні сили Афганістану
- Збройні сили Об'єднаної Арабської Республіки →  Збройні сили Єгипту
- Збройні сили Вірменії
- Збройні сили Бангладеш
- Збройні сили Білорусії (СВ, ССОБ)
- Збройні сили Бурунді
- Збройні сили Угорщини (СВ, ПВ)
- Збройні сили Венесуели
- Збройні сили Демократичної Республіки В'єтнам
- Народні революційні збройні сили Гренади
- Збройні сили Грузії
- Збройні сили Джибуті
- Національні сили оборони Індонезії
- Збройні сили Іраку
- Збройні сили Ємену
- Збройні сили Казахстану
- Збройні сили Киргизстану
- Збройні сили КНДР
- Збройні сили Колумбії
- Збройні сили Кот-д'Івуару
- Збройні сили Республіки Корея
- Революційні збройні сили Куби
- Збройні сили Македонії
- Монгольська Народна Армія →  Збройні сили Монголії
- Збройні сили Молдови
- Збройні сили Народної Демократичної Республіки Ємен
- Збройні сили Нігерії
- Збройні сили Пакистану
- Збройні сили РФ (Російська Армія, МП ВМФ, Росгвардія, ССО, ФПС ФСБ, ЦСН ФСБ)
- Збройні сили Соціалістичної Республіки Румунія →  Збройні сили Румунії
- Збройні сили САР
- Збройні сили Сомалі
- Збройні Сили СРСР (Радянська Армія, МП ВМФ, ВВ МВС), ПВ КДБ)
- Збройні сили Судану
- Збройні сили Таджикистану
- Збройні сили Туркменії
- Збройні сили Туреччини (СВ)
- Збройні сили Узбекистану
- Збройні сили України (СВ ЗСУ, МП ВМСУ, ССОУ), ДПСУ, НГУ 1-го та 2-го формування, ТрБ
- Збройні сили Чаду
- Збройні сили Шрі-Ланки
- Збройні сили Естонії
- Збройні сили Ефіопії
- Сили оборони Фінляндії

Наступні невизнані та частково визнані держави та державоподібні утворення, а також національно-визвольні рухи та інші озброєні формування експлуатували КПВТ у різний час: Ліцензійне та неліцензійне виробництво кулемету було налагоджено такими країнами:
- Корейська Народно-Демократична Республіка — виробництво на підприємствах оборонно-промислового комплексу КНДР
- Китайська Народна Республіка — виробництво контрафактної копії під назвою 'Тип 56 ' на заводах Китайської північної промислової корпорації
- Соціалістична Республіка Румунія — виробництво точної ліцензійної копії під назвою KPVT на Куджирському механічному заводі

## Бойове застосування
Нижче наведено список збройних конфліктів, в ході яких застосовувалися КПВТ та модифікації:
- Індо-пакистанський конфлікт (1965 — теп. час)
- Арабо-ізраїльський конфлікт (1965 — теп. час)
- Громадянська війна та іноземна інтервенція в Ємені (1965—1970)
- Громадянська війна та іноземна інтервенція в Анголі (1975—2002)
- Громадянська війна та іноземна інтервенція в Мозамбіку (1976—1992)
- Ефіопо-сомалійська війна (1977—1978)
- Громадянська війна та іноземна інтервенція в Сомалі (1988 — теп. час)
- Війна в Афганістані (1979—1989)
- Локальні конфлікти у пізньорадянський період (1989—1991)
- Локальні війни на пострадянському просторі (1991 — теп. час)

- Грузино-абхазький конфлікт
- Карабахський конфлікт
- Придністровський конфлікт
- Чеченський конфлікт

- Російсько-грузинська війна (2008)
- Російсько-українська війна (2014-)

## Знос
У міру збільшення зносу деталей та вузлів кулемету, частішає кількість утикань, перекосів, незахоплень патрона та відмов електроспуску, та інших затримок при стрільбі, що частково компенсується рівнем вогневої підготовки оператора та усувається заміною деталей, непридатних для подальшої експлуатації на нові, з дотриманням вимог щодо обслуговування та догляду за зброєю, що суттєво продовжує термін експлуатації зброї у військах.